# 超滤
超濾（ultrafiltration (UF) ）在膜过滤方法中，一种膜孔径尺寸大致在1.5纳米到0.2微米范围内的过滤，其过滤动力为液体的压力差，过滤机理是通过膜孔筛除作用进行分离。

## 外部連接
维基共享资源上的相關多媒體資源：超滤